# Сен-Мартен-де-Майок
Сен-Марте́н-де-Майо́к (фр. Saint-Martin-de-Mailloc) — коммуна во Франции, находится в регионе Нижняя Нормандия. Департамент коммуны — Кальвадос. Входит в состав кантона Орбек. Округ коммуны — Лизьё.
Код INSEE коммуны — 14626.

## Население
Население коммуны на 2010 год составляло 883 человека.
| 1962 | 1968 | 1975 | 1982 | 1990 | 1999 | 2010 |
| ---- | ---- | ---- | ---- | ---- | ---- | ---- |
| 429  | 355  | 419  | 593  | 711  | 659  | 883  |

## Экономика
В 2010 году среди 578 человек трудоспособного возраста (15—64 лет) 418 были экономически активными, 160 — неактивными (показатель активности — 72,3 %, в 1999 году было 69,6 %). Из 418 активных жителей работали 395 человек (212 мужчин и 183 женщины), безработных было 23 (11 мужчин и 12 женщин). Среди 160 неактивных 63 человека были учениками или студентами, 51 — пенсионерами, 46 были неактивными по другим причинам.